# Bogdanovič
Bogdanovič è una città della Russia siberiana estremo occidentale (Oblast' di Sverdlovsk), situata sul fiume Kunara (affluente della Pyšma), 99 km a est del capoluogo Ekaterinburg; dipende amministrativamente dalla oblast', ed è il capoluogo amministrativo del distretto omonimo.

## Società

### Evoluzione demografica
Fonte: mojgorod.ru
- 1959: 19.100
- 1979: 30.800
- 1989: 36.000
- 2007: 31.800